# Bart Proost
Bart Proost (Turnhout, 4 oktober 1977) is een Vlaams striptekenaar die vooral gekend is om zijn stripreeks Alexander De Grote. Hij maakt ook internationaal gepubliceerde graphic novels die zich vooral afspelen in de 19e eeuw en de periode van de Romantiek.

## Vroege carrière
Proost studeerde Latijn-Wetenschappen in het Neerpeltse Sint-Hubertuscollege. Daarna behaalde hij zijn meesterschap in de Beeldende Kunsten (richting ‘Toegepaste Grafiek’) aan het PHL te Hasselt. Na zijn studies werkte hij tijdelijk als grafisch vormgever in Antwerpen en Overpelt. Sindsdien is hij leerkracht kunstvakken aan dezelfde Wico campus Sint-Hubertus te Neerpelt.
In 2001 was hij een van de laureaten van ‘De start van een loopbaan’, een wedstrijd voor jong Vlaams striptalent, georganiseerd door de Vlaamse regering. In 2006 is hij een van de laureaten van een cartoonwedstrijd over ‘Gelijkheid’, georganiseerd door het Vlaamse parlement.
Tussen 2000 en 2008 werkt Proost ook als illustrator/striptekenaar voor educatieve uitgeverijen (Van In, De Boeck, Die Keure, …), verenigingen (MS-liga Vlaanderen, …), magazines (Raak, Onderox, ZNA, …), enz…

## Gorki
In 2008 houdt Proost de multimediale tentoonstelling ‘Klank en Beeld’ in Provinciaal Dommelhof te Neerpelt. De expositie toonde allemaal groot, grafisch werk, gebaseerd op enkele van zijn favoriete lyrics / liedjesteksten (o.a. van de Vlaamse rockgroep Gorki). Deze expositie was nogmaals te zien op het Stripgidsfestival te Turnhout in 2009. In nasleep van de expo wordt hij door Gorki ingelijfd om achtergrondtekeningen en projecties te maken voor hun Vlaamse theatertournee ‘Voor Rijpere Jeugd’ in 2009-2010.

## Alexander De Grote

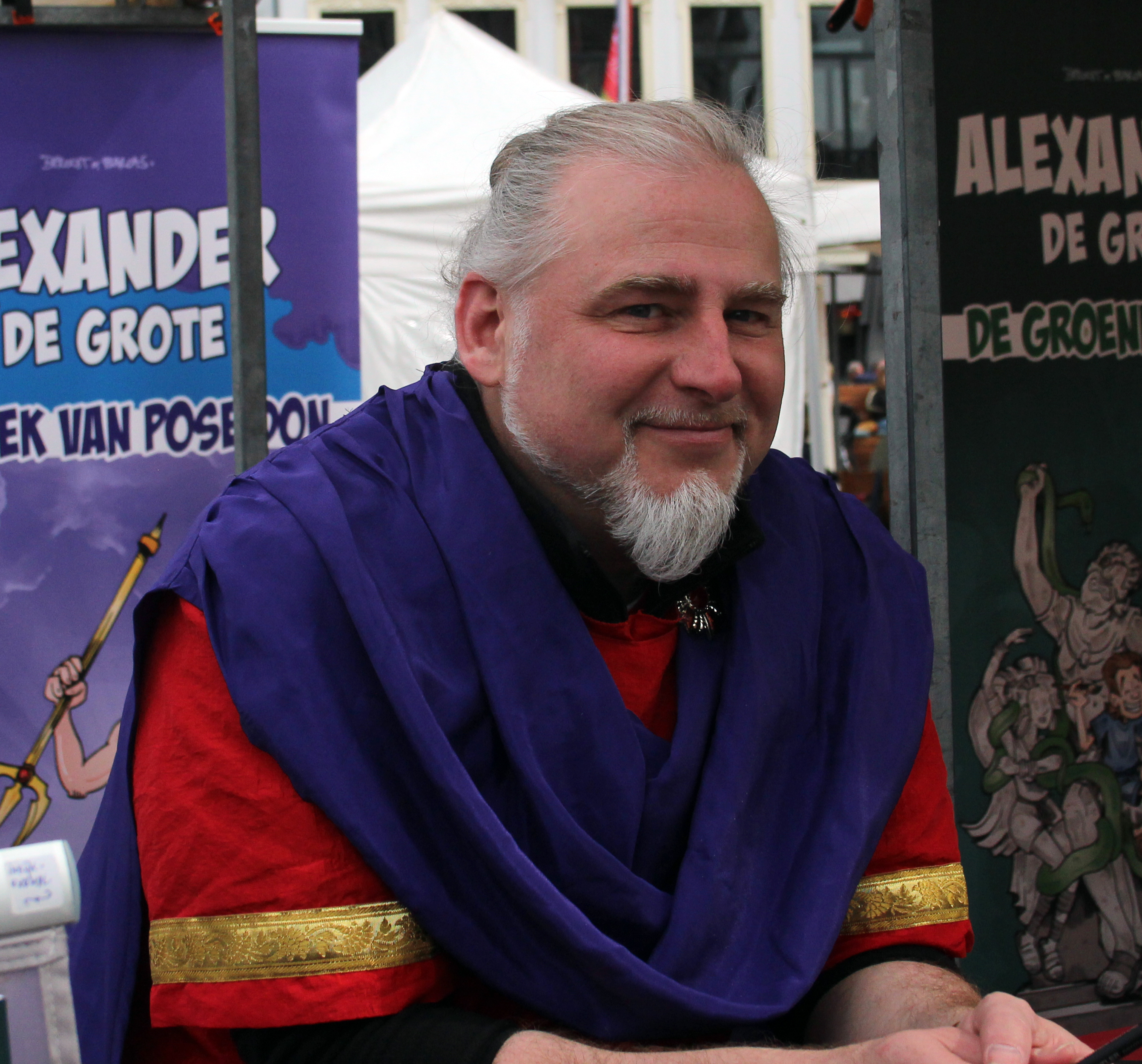
Barcas in 2022

Alexander De Grote is een stripfiguurtje dat het bekende historisch personage parodieert. In 2009 verscheen het eerste gag-album voor Brabant Strip. In dit album werkt Proost rond de bekendste feiten uit het leven van deze legendarische Macedonische veldheer. Het album kwam uit in 2011. Het album (‘Alfa & Omega’) werd achteraf heruitgegeven door Strips2Go, de uitgeverij die in 2013 ook het tweede humoristische avonturenalbum ‘De Sandalen van Hermes’ (met scenarist Barcas) uitgaf. In februari 2016 verscheen het derde Alexander-album ‘Het Raadsel van de Sfinx’, wederom een komisch avonturenverhaal bij Strips2Go. In oktober 2017 kwam bij dezelfde uitgeverij het gagalbum 'De Kleine Alexander' uit, een deels educatief gag-album over de jeugd van de jonge Alexander. In 2019 verscheen het vierde album  De vloek van Poseidon bij Strips2Go.   En in 2021 werd dit album - weer bij dezelfde uitgever - opgevolgd door het gagalbum 'De Groene Jaren', over de tienerjaren van stripheld Alexander De Grote . In 2023 verscheen het boek 'De Kunst van de Parodie', een verhaal over Alexanders hofschilder, uitgebeeld met kunstparodieën. Bij dit boek hoorde ook een interactieve expositie. In 2025 verschijnt ook het volgende avonturenalbum uit de reeks, getiteld: 'Het Paard van Troje'. 
Vanaf 2013 schrijft Barcas (Bart Cassauwers) regelmatig mee aan de albums van Alexander De Grote voor Bart Proost.

## Alleen Op De Wereld: Chavanon
In 2015 bracht Saga Uitgaven de ‘one-shot ‘Alleen Op De Wereld: Chavanon’ uit. Proost werkte vier jaar aan deze interpretatie van de klassieke 19de-eeuwse roman van Hector Malot.

## Kaspar Hauser
In mei 2019 bracht Saga Uitgaven de ‘one-shot ‘Kaspar Hauser: in het oog van de storm' uit. Proost verzorgde het tekenwerk bij het waargebeurde 19de-eeuwse verhaal van de Duitse vondeling Kaspar Hauser, een van de grootste raadsels van zijn tijd. De strip is een samenwerking met inkleurder Criva en scenarist Verhast. Het album werd bovendien vertaald in het Duits en door Stainless Art Comic Verlag uitgegeven in 2020 Duitsland, Oostenrijk en Zwitserland  .
Bart Proost (Turnhout, 4 oktober 1977) is een Vlaams striptekenaar die vooral gekend is om zijn stripreeks Alexander De Grote.

## Donkere Stille Gangen
Donkere Stille Gangen is een bundeling van korte stripverhalen die gebaseerd zijn op songteksten van verschillende bands. Deze teksten werden door Proost visueel geïnterpreteerd en zo verbeeld tot verhalen. De grafische tekenstijl wordt in deze kortverhalen gecombineerd met plotse wendingen: soms relativerend, soms emotioneel, soms absurd. Dit boek verscheen in mei 2022 in beperkte oplage en in eigen beheer  .

## Caspar David Friedrich
Proost publiceerde in februari 2023 zijn graphic novel 'Caspar David Friedrich: de schilder van de stilte' bij uitgeverij Daedalus. De voorliefde voor het werk van de Duitse schilder Caspar David Friedrich (1774-1840) sijpelde bij Proost al door in zijn inmiddels ook in het Duits vertaalde one-shot over de vondeling Kaspar Hauser. Verhast, de scenarist van Jorikus Magnus en Kaspar Hauser, hielp Proost bij de teksten van deze biografie. Voor Daedalus is dit album trouwens een primeur: het is het eerste stripverhaal dat geen vertaling is      . In oktober 2023 verscheen het album ook in het Duits als 'Caspar David Friedrich: Der Maler der Stille', bij Stainless Art Comic Verlag . Ook daar oogstte het album - net als in het Nederlands - lovende kritiek  .

## Francisco de Goya
In februari 2025 verschijnt de graphic novel 'Goya: Licht & Schaduw'. Voor dit boek werpt Proost zich op het dramatische leven van de Spaanse kunstenaar Francisco de Goya. Deze wereldberoemde Spaanse kunstenaar wordt in het boek bestempeld als de ‘meest radicale kunstenaar die ooit heeft geleefd. Een uitzonderlijk man, een vat vol tegenstrijdigheden. Een man van licht en van schaduw. Zijn tijd ver vooruit.'
Het boek is uitgegeven door Saga Uitgaven en is ingekleurd door Bart's moeder, Bie Flameng. Het is ook voorzien van een dossier en interview. Het  boek is voorgesteld met een presentatie in Museum De Reede te Antwerpen, in samenwerking met Stripgids  . 

## Trivia
- Proost is geboren in Turnhout, maar groeide op in Neerpelt.
- Proost werd in 2009 officieel stadstekenaar van zijn woonplaats Lommel.[38]

### De Start Van Een Loopbaan
- De Start Van Een Loopbaan – gezamenlijk album(2001)

### MS, Wat Is Er Mis?
- MS, Wat Is Er Mis? – educatief album (2005)

### Alexander De Grote
- Alexander De Grote (2011)
- Alfa & Omega – tweede druk Alexander De Grote (2013)
- De Sandalen Van Hermes (2013)
- Het Raadsel Van De Sfinx (2016)
- De Kleine Alexander (2017)
- De Vloek Van Poseidon (2019)
- De Groene Jaren (2021)
- De Kunst van de Parodie (2023)
- Het Paard van Troje (2025)

### Alleen Op De Wereld
- Alleen Op De Wereld: Chavanon (2015)

### Waar Is Mijn Huisje
- Waar Is Mijn Huisje - kinderboek (2018)

### Kaspar Hauser
- Kaspar Hauser: In Het Oog Van De Storm (2019)
- Kaspar Hauser: Im Auge des Sturms (2020)

### Donkere Stille Gangen
- Donkere Stille Gangen (2022)

### Caspar David Friedrich
- Caspar David Friedrich: De Schilder Van De Stilte (2023)
- Caspar David Friedrich: Der Maler der Stille (2023)

### Goya
- Goya: Licht & Schaduw (2025)